# Chalicotheriidae
Chalicothères
Famille
Sous-familles de rang inférieur
- † Chalicotheriinae (Gill, 1872)
  - † Anisodon (Lartet, 1851)
  - † Chalicotherium (Kaup, 1833)
  - † Kalimantsia (Geraads, Spassov & Kovachev, 2001)
  - † Macrotherium (Bonis et al., 1995)
  - † Nestoritherium (Kaup, 1859)
- † Schizotherinae (Holland & Peterson, 1913)
  - † Ancylotherium (Gaudry, 1863)
  - † Borissiakia (Flerov, 1938)
  - † Chemositia (syn. de Ancylotherium)[1]
  - † Schizotherium (syn. Limognitherium)
  - † Moropus (Marsh, 1877) (syn. Lophiodon)
  - † Tylocephalonyx (Coomps, 1979)

Les Chalicotheriidae, en français Chalicothères, sont une famille de mammifères préhistoriques de l'ordre des périssodactyles. Cette famille est apparue au milieu de l'Éocène, il y a 45 Ma, et a disparu durant le Pléistocène, il y a 2 Ma.
La plupart de ses fossiles ont été trouvés en Europe, en Amérique du Nord, en Inde et en Chine.

## Description physique
Ses fossiles sont assez rares mais un squelette exhumé par Henri Filhol à Sansan (Gers), en France, donne un très bon aperçu de la forme de l'animal.
Bien que ses plus proches parents de l'époque contemporaine soient le cheval, le rhinocéros et le tapir, il ne leur ressemblait guère. Ses membres antérieurs étaient plus longs que ses membres postérieurs, ce qui fait qu'il se déplaçait probablement avec la plus grande partie de son poids sur ses pattes arrière, courtes et fortes. Ses pattes avant étaient armées de longues griffes qui l'aidaient à gratter la terre à la recherche de racines et de tubercules ou encore à abaisser les branches des arbres pour en déguster les feuilles et les fruits. Il semblait marcher sur ses poings, les griffes repliées vers ses poignets (à la manière des gorilles ou des tamanoirs). Chaque pied se terminait par trois doigts.
Les chalicothères étaient dépourvus de dents à l'avant de la mâchoire supérieure. La plupart du temps, celles à l'arrière étaient peu usées si l'on se fie aux squelettes que l'on a retrouvés. Cela peut s'expliquer par le fait que le feuillage des arbres devait représenter l'essentiel de leur ration alimentaire.
Au cours de l'Oligocène (- 30 Ma), la famille des chalicothères s'est divisée en deux sous-groupes. Le premier, inféodé aux régions boisées, a gardé les mêmes caractéristiques et continué à marcher sur les poings. Le deuxième, qui s'est adapté à l'extension des savanes et des plaines herbeuses, a vu ses pattes antérieurs se transformer, ce qui lui a permis de marcher à plat sur les « mains ».

## Systématique

### Taxonomie
Le chalicothère  tire son nom de la forme que prenaient ses dents broyeuses lorsqu'elles étaient usées. Le terme Chalicotheriidae provient du grec (chalix : gravillon + therion : bête).

### Liste des genres
Selon BioLib (24 février 2022) :
- sous-famille Chalicotheriinae Gill, 1872 †
  - genre Chalicotherium Kaup, 1833 †
  - genre Nestoritherium Kaup, 1859 †
- sous-famille Schizotheriinae Holland & Peterson, 1913 †
  - genre Ancylotherium Gaudry, 1863 †
  - genre Borissiakia Butler, 1965 †
  - genre Moropus Marsh, 1877 †
  - genre Phyllotillon Pilgrim, 1910 †
- genre Eomoropus Osborn, 1913 †
- genre Kalimantsia Geraads, Spassov & Kovachev, 2001 †
- genre Litolophus Radinsky, 1964 †

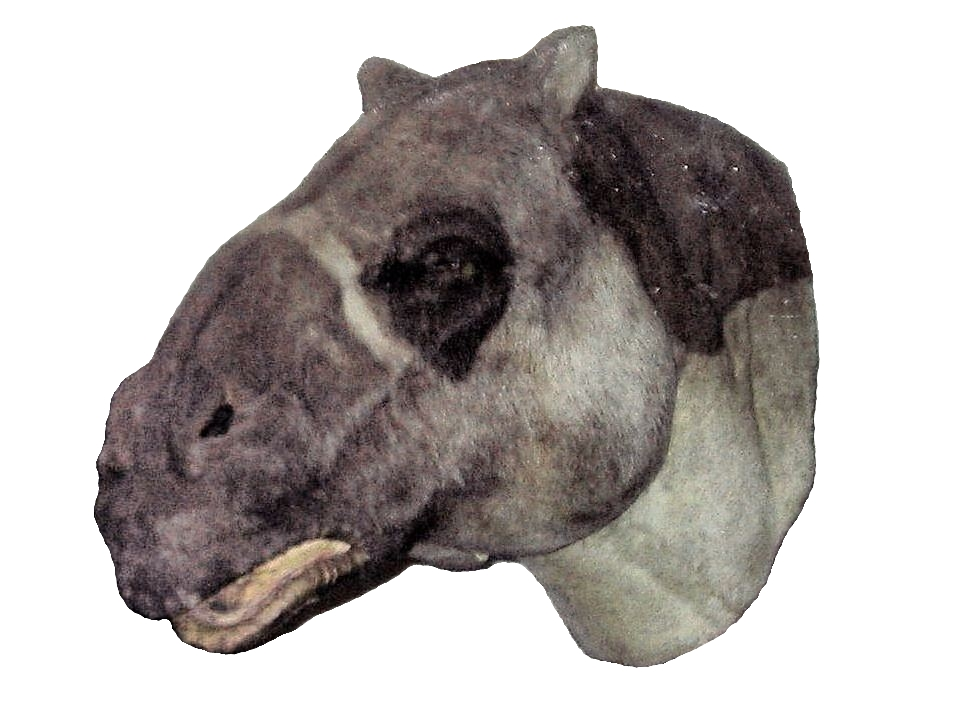
Ancylotherium
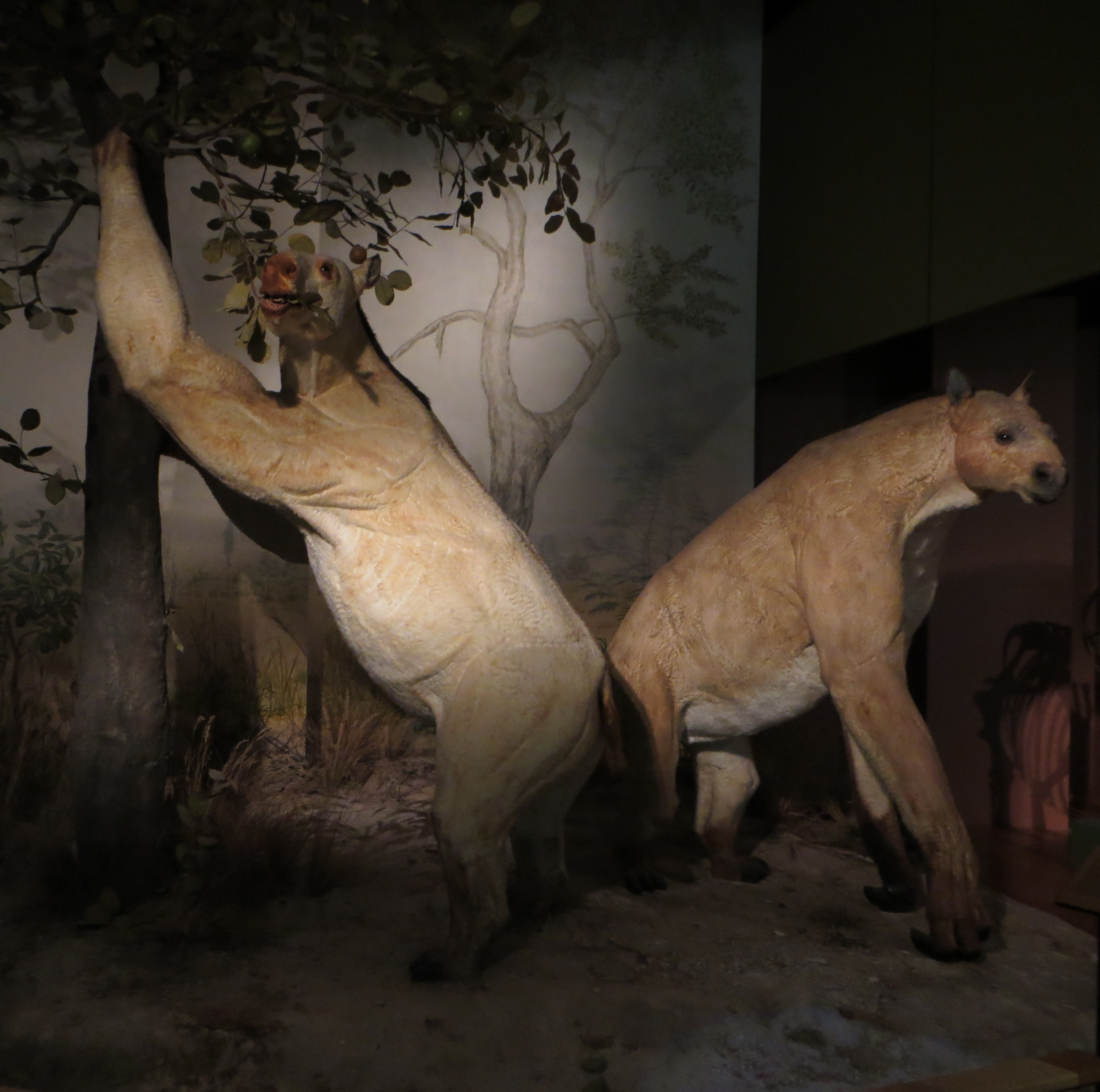
Anisodon
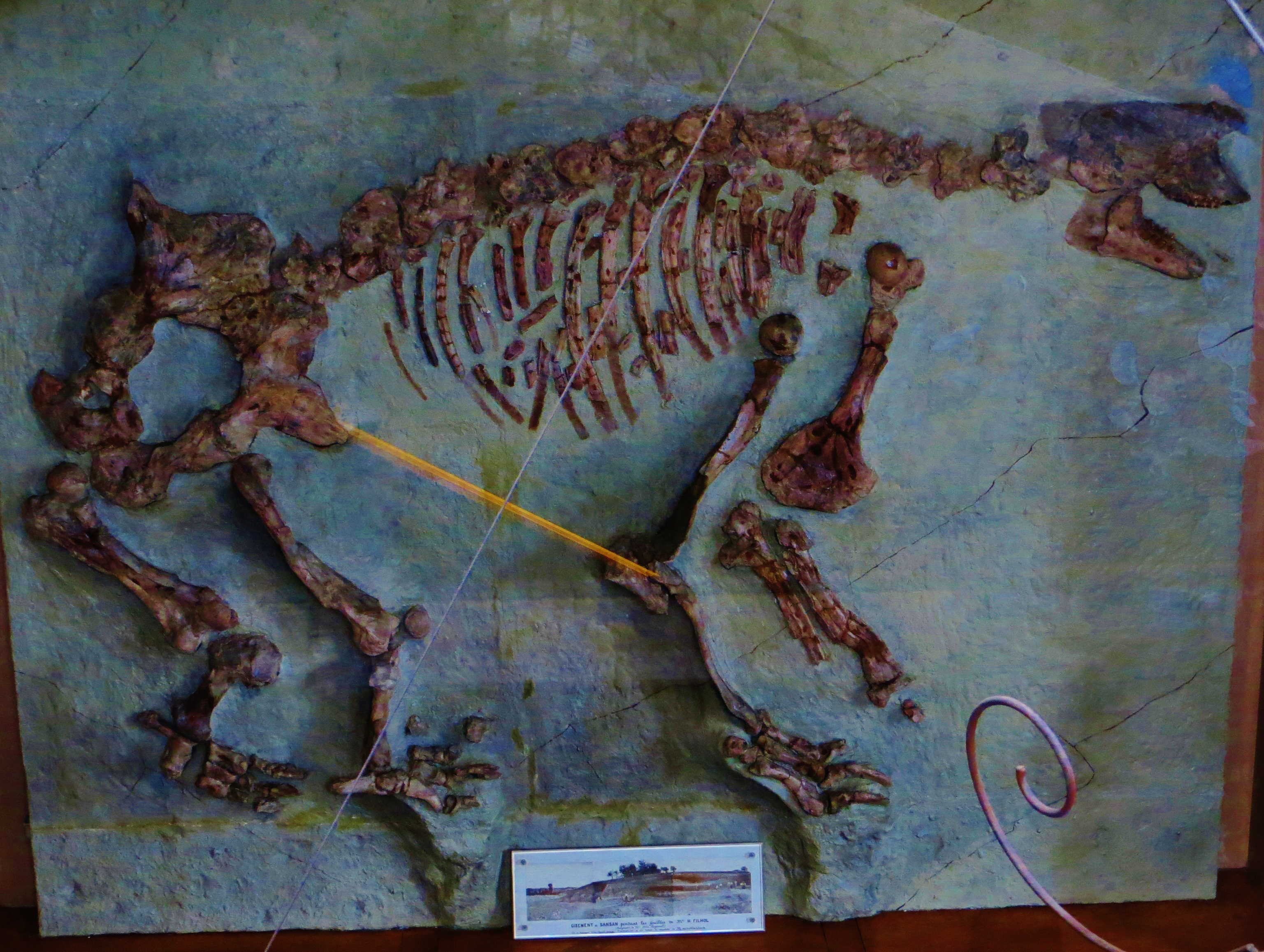
Chalicotherium
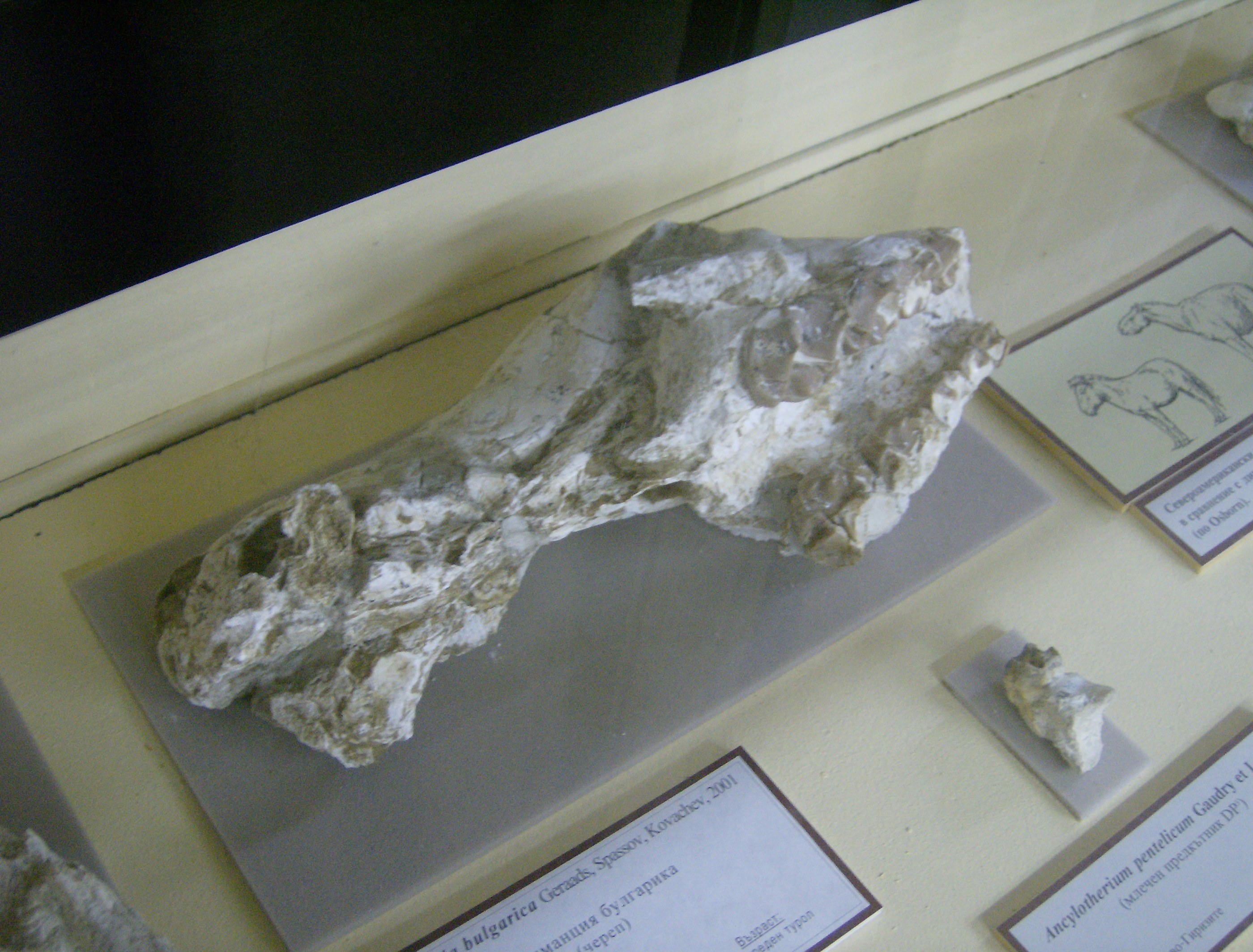
Fragment de fossile de Kalimantsia
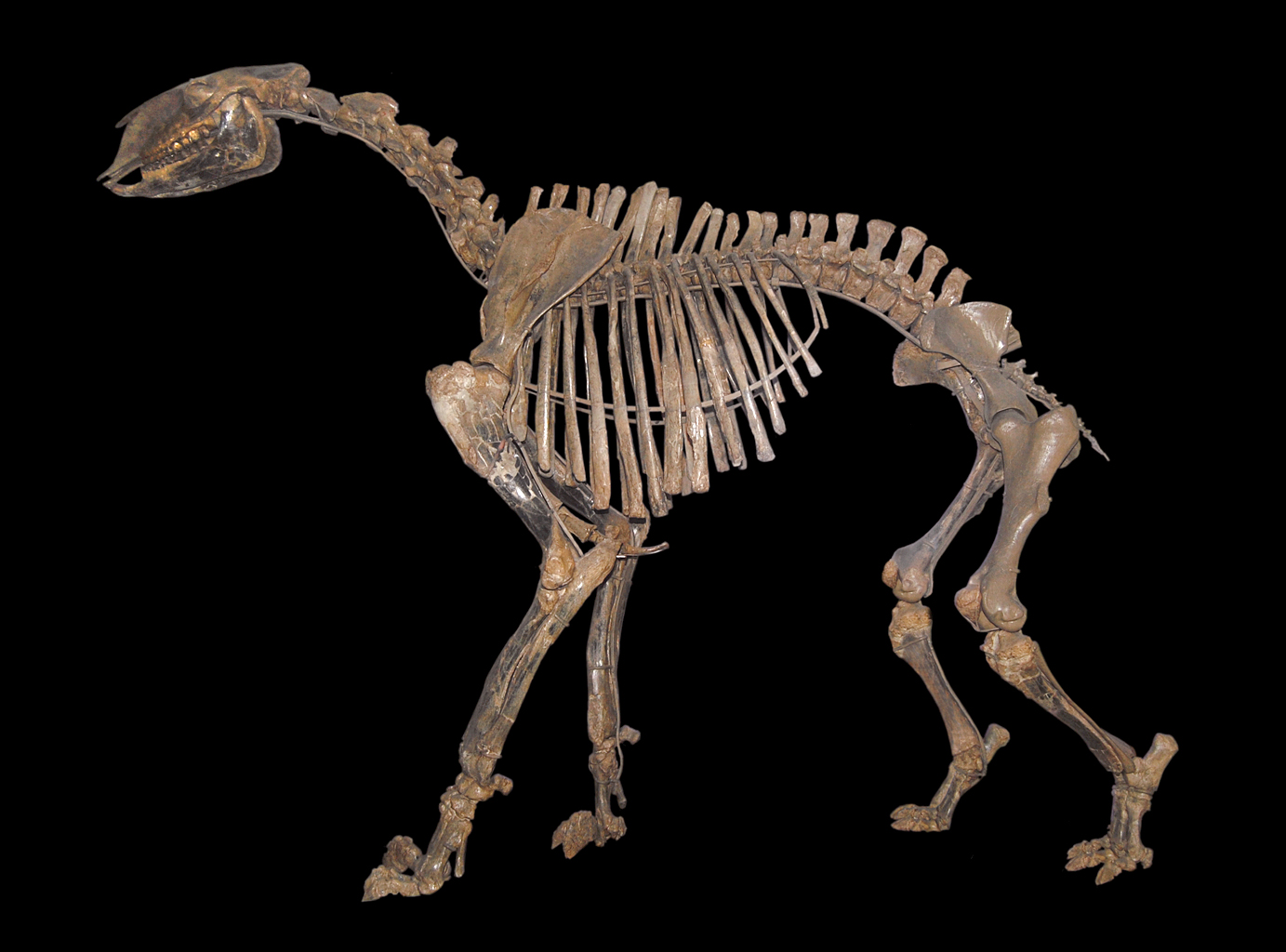
Moropus

### Les principales espèces
- Le genre Chalicotherium a vécu en Europe et en Asie de - 25 à - 18 Ma. Le mâle mesurait 2,60 m au garrot, la femelle 1,80 m. Le poids du mâle devait être de 350 kilogrammes. Il marchait sur les poings avec les griffes repliées, ce qui le rendait peu apte à courir. Il était capable de se dresser sur ses pattes de derrière et atteignait les hautes branches des arbres avec les griffes de ses pattes d'en avant. Les mâles s'affrontaient peut-être pour les faveurs des femelles lors de la saison des amours. Il semble que l'espèce a été plutôt solitaire mais 60 squelettes ont été trouvés fossilisés ensemble à Devinská Nová Ves près de Bratislava en Slovaquie. Son prédateur le plus important devait être le Hyaenodon.
- Le genre Moropus était la version nord-américaine du Chalicotherium. Son nom signifie pied lent car la morphologie de ses membres lui donnait peu d'aptitude à courir. Il devait avoir les mêmes mœurs que le Chalicotherium. Vivant au Miocène, il pouvait atteindre 2,10 m au garrot.
- Le genre Ancylotherium (bête accrochée) est l'un des chalicothères les plus récents puisqu'il a vécu de - 6,5 à - 2 Ma. Il mesurait environ 3 m de haut pour un poids maximal de 500 kg. Il marchait avec les pattes avant à plat sur le sol. Il avait cependant la silhouette caractéristique des autres chalicothères avec un dos à 45 degrés et des pattes postérieures courtes, mais antérieures longues. Probablement plus grégaire que le Chalicotherium et le Moropus, il habitait les savanes de l'Afrique de l'est et du sud. Plusieurs de ses fossiles ont été trouvés dans les sites de recherche d'hominidés comme Laetoli et Olduvai, ce qui prouve que l'australopithèque et lui se sont croisés. Son prédateur le plus redoutable semble avoir été le carnivore Dinofelis, un félin africain à « dents de sabre ».

## Disparition
La disparition des chalicothères est probablement liée au refroidissement climatique du Néogène supérieur et au recul des forêts et des savanes arborées où ils s'alimentaient. L'assèchement du climat entraîne la régression des forêts au profit de savanes arborées au Miocène moyen, puis de savanes plus ouvertes et de prairies au Miocène supérieur et au Pliocène), ce qui conduit à l'essor des herbivores brouteurs puis paisseurs. Toutefois, les cryptozoologistes croient que l'ours Nandi, un animal mythique que les indigènes pensent apercevoir parfois à la brunante dans la savane d'Afrique de l'est, serait un chalicothère.